# John Perrot
John Perrot (c. 1527 - septiembre de 1592) ejerció el cargo de Lord Diputado de Irlanda bajo el reinado de Isabel I de Inglaterra. Es recordado por su participación en la reconquista Tudor de Irlanda y por ser considerado hijo ilegítimo de Enrique VIII.

## Primeros años
Mary Berkley (o Berkeley)) dio a luz a Perrot en Haroldston St Issells, cerca de Haverfordwest, Gales. Poco después se casó con Thomas Perrott, un caballero de  Pembrokeshire. Se rumoreaba que Perrot era hijo natural de Enrique VIII (al que dicen que recordaba en aspecto y temperamento).  
Pasó a formar parte del séquito de William Paulet, lo que le permitió ser presentado al rey. Poco después falleció Enrique VIII, pero fue nombrado caballero en la coronación de su sucesor, Eduardo VI. 
En junio de 1551, visitó Francia acompañando a William Parr, que había ido a negociar el matrimonio del rey con Isabel de Valois, la hija de Enrique II de Francia y Catalina de Médicis. Sus habilidades como soldado y cazador le llamaron la atención al rey francés, que intentó retenerlo por motivos de deudas. Pero declinó. A su regreso a Inglaterra sus deudas fueron pagadas por Eduardo VI.
Durante el reinado de María I de Inglaterra, fue encarcelado brevemente junto con su tío Robert, acusado de prestar ayuda a herejes en su vivienda en Gales. Tras su liberación, se negó a colaborar con William Herbert, conde de Pembroke en la persecución de herejes en el sur de Gales, pero participó junto a él en la toma de San Quintin en 1557. 
Pese a ser protestante, se le concedió el castillo y el señorío de Carew en Pembrokeshire, y al comienzo del reinado de la reina Isabel I se le encomendó la defensa naval del sur de Gales .

## Munster
En 1570, fue nombrado para el recién creado puesto de Lord Presidente de Munster en Irlanda, donde estaba teniendo lugar la primera de las Rebeliones de Desmond. Desembarcó en Waterford en febrero de 1571 y tras una intensa campaña logró pacificar la provincia, aunque no llegó a capturar a James Fitzmaurice Fitzgerald, principal instigador de la revuelta. 
Trató de atemorizar a los partidarios Geraldinos clavando las cabezas de cincuenta rebeldes muertos en el mercado de Killmallock. Ante la indiferencia de Fitzmaurice, le desafió a un combate singular, que el irlandés declinó tras comentar, "Si yo matara a Sir John Perrot, la Reina de Inglaterra podría enviar otro presidente a la provincia; pero si el me mata a mí, no hay nadie que me suceda o mande como lo hago yo". Esta oferta provocó murmullos de desaprobación entre los más elevados sirvientes de la corona, y su reputación de brutalidad creció. 
Poco después, fue emboscado por los rebeldes, que les superaban numéricamente en una proporción de diez a uno. Pero pudo escapar al confundir los irlandeses un pequeño contingente de caballería con una fuerza mayor. Tras un segundo asedio de la fortaleza de Castlemaine, pudo recibir con satisfacción el sometimiento de Fitzmaurice en 1572.
Durante su presidencia, se llevaron a cabo 800 ahorcamientos, la mayoría en aplicación de la ley marcial, pero, en su conjunto, se puede considerar que su gestión fue exitosa. La restauración de Gerald FitzGerald, XV conde de Desmond fue criticada por Perrot, que había reclamado el título para sí. En julio de 1573 abandonó Irlanda y renunció a su cargo, que fue asumido por William Drury.
En Gran Bretaña, regresó a su hogar en Gales, donde ejerció como vicealmirante de los mares de Gales y miembro del Consejo de las Marcas. En 1578, Richard Vaughan lo acusó de tiranía, subversión y tratos con piratas. Pero Perrot consiguió mantener la confianza de la Corona, ya que fue nombrado comisionado para la piratería en Pembrokeshire ese mismo año y al año siguiente fue puesto al frente de un escuadrón naval encargado de interceptar los navíos españoles que se acercaran a las costas de Irlanda.

## Diputado de Irlanda
En 1582, el Lord Diputado de Irlanda, Arthur Grey, fue llamado a Inglaterra, dejando vacante el puesto, para el que fue nombrado Perrot en 1584; en la misma época, Richard Bingham fue nombrado Lord Presidente de Connacht. Este había recibido órdenes de colonizar Munster, para lo que se procedió a parcelar las propiedades confiscadas al conde de Desmond (en torno a 2400 km²) y entregadas a colonos con la condición de que en ellas se establecieran granjeros y trabajadores ingleses para trabajar la tierra y construir ciudades.
Antes de poder centrarse en la tarea de la plantación, realizó varias expediciones militares al Ulster, encaminadas a sofocar las actividades de los clans MacLean y MacDonnell, liderado este último por Sorley Boy MacDonnell, el condestable escotoirlandés del castillo de Dunluce. El flamante Lord Diputado marchó hacia el norte al frente de un ejército, pero no fue capaz de capturar al caudillo rebelde, que huyó a Escocia en busca de refuerzos. 
Fue recriminado desde Londres por realizar esas operaciones sin la autorización real, pero en 1586 consiguió llegar a un acuerdo de paz con Sorley Boy. Por estos años, Perrot también había dado su autorización al secuestro de Red Hugh O'Donnell (que fue invitado a una cata de vinos en un barco mercante, durante la que se le encerró en un camarote y se le llevó a Dublín), lo que acrecentó la autoridad de la corona en el Ulster occidental. Otro logro notable fue la sumisión de Hugh Maguire, señor de Fermanagh
Aunque la Plantación de Munster progresaba a un ritmo dolorosamente lento, en 1585 Perrot consiguió un gran éxito al llegar a un acuerdo con los propietarios de Connacht por el que se comprometían a pagar rentas a la corona a cambio de la confirmación de los títulos de propiedad. Fue también muy celebrada la apertura del Parlamento de Irlanda por primera vez desde 1569; el espectáculo era aún mayor teniendo en cuenta la participación de muchos Jefes Gaélicos y había grandes esperanzas acerca de los acuerdos que se pudieran tomar. 
Sin embargo, aunque el acta de confiscación de las tierras del conde de Desmond se aprobó sin problemas, Perrot pronto se encontró con serios problemas para llevar a la práctica su programa legislativo, especialmente las medidas concernientes a la suspensión de la Ley de Poyning, y tras el cierre del parlamento en 1587 se sentía tan frustrado por los resultados que solicitó su regreso a Inglaterra, que fue autorizado por la reina.
Como Lord Diputado, pacificó Irlanda y prestó un buen servicio a Isabel I. Pero su carácter violento, junto con su falta de tacto e incluso abuso sobre sus colegas, le crearon numeroso enemigos. Tuvo agrios enfrentamientos con el arzobispo de Dublín, Adam Loftus y con el gobernador de Connacht, Bingham, y en mayo de 1587 llegó a las manos con Nicholas Bagenal en una reunión del Consejo en Dublín.
Tras su regreso a en 1588, Isabel I de Inglaterra envió en su sustitución a William FitzWilliam. En Inglaterra, sin embargo, sus enemigos siguieron conspirando contra él, lo que le acabó llevando a la ruina.

## Ruina
Fue nombrado miembro del Consejo Privado del Reino Unido. En las turbulencias que siguieron a la derrota de la Armada Invencible en 1588, fue acusado de traición en Dublín, a partir de ciertas alegaciones presentadas por un antiguo sacerdote y convicto, Dennis O'Roghan. Las pruebas estaban contenidas en la correspondencia supuestamente enviada por Perrot durante su mandato como Lord Diputado al rey Felipe II de España y al duque de Parma, en la que se hacían promesas y tratos acerca del futuro de Inglaterra, Gales e Irlanda.
Fitzwilliam abrió una investigación, pero el historial de falsificador de O'Roghan salió pronto a la luz, y las alegaciones parecían destinadas a ser desestimadas. Sin embargo, en lugar de pasar página, se decidió (posiblemente a iniciativa de Perrot) tratar de descubrir cómo se había iniciado todo el proceso, lo que colocó a Fitzwilliam en una posición incómoda. Para ello se creó una comisión en la que figuraban varios de los favoritos de Perrot en el Consejo de Irlanda, que interrogó al prisionero.
Llegados a este punto, el asunto tomó un nuevo giro. El prisionero denunció haber sido torturado por los miembros de la comisión y Fitzwilliam recibió instrucciones directas de la reina de proseguir sus investigaciones iniciales y comunicar sus hallazgos al Consejo Privado en Londres, desde donde se decidiría como proceder. 
Para Perrot, este fue un momento crítico, y se presentaron alegaciones -especialmente por su anterior secretario- de sus frecuentes comentarios privados contra la reina. También se denunció el hecho de que Perrot conocía de antemano los planes de rebelión de Brian O'Rourke en 1589, (quien luego fue extraditado desde Escocia y ahorcado en Londres), que había tenido lugar en Connacht durante el gobierno de Bingham.
Las autoridades lo confinaron a la Torre de Londres hasta la celebración del juicio por alta traición en 1592. Las cartas falsificadas y la evidencia concerniente a la rebelión de O'Rourke tuvieron un peso considerable en el caso, pero lo que más pesó sobre la decisión final del jurado fueron sus comentarios sobre la reina. Se le atribuía haber acusado a la reina de ser una bastarda y de hacer numerosos comentarios acerca de su legitimidad. 
Protestó, reivindicado su lealtad pero su defensa no se sostuvo y fue declarado culpable. Su sentencia se demoró varios meses, a la espera del perdón real, pero falleció en la Torre de Londres en septiembre de 1592
Tras las acusaciones sufridas por Perrot, varios de los miembros de la comisión que investigaban las alegaciones de O'Roghan fueron reemplazados por ingleses, que tendían a identificar Protestantismo y Estado y eran partidarios de adoptar una línea dura en relación con la Irlanda gaélica. Fitzwilliam llevó a cabo una política opuesta a la de Perrot en algunos aspectos, y los Jefes Gaélicos del norte (Hugh O'Neill, por ejemplo), empezaron a sentir la presión del gobierno inglés sobre sus territorios, lo que acabaría provocando el estallido de la Guerra de los Nueve Años en 1595.

## Matrimonios y descendencia
Contrajo matrimonio en dos ocasiones:
- Con Anne Chayney de Kent, con la que tuvo a su hijo y heredero Thomas, que se casó con la hija de Walter Devereux, I conde de Essex.
- Con Jane Pruet [Prust] de Hartland, en Devonshire, con la que tuvo un hijo, William Perrot y dos hijas; Anne, que se casó con John Phillips, antecesor de los Vizcondes de St. Davids y Lettice, que contrajo matrimonio con Sir Arthur Chichester.

Tras su muerte, el embargo de sus propiedades fue levantado, de modo que su hijo Thomas pudo heredar. Perrot tuvo también numerosos hijos bastardos, incluyendo James Perrot (1571-1637), cuya obra A life of John Perrot fue publicada en 1728.
| Predecesor: Thomas Cathern                        | Custos Rotulorum of Pembrokeshire 1562-1592 | Sucesor: Robert Devereux, II conde de Essex |
| Predecesor: Arthur Grey, XIV Baron Grey de Wilton | Lord Diputado de Irlanda 1584-1588          | Sucesor: William FitzWilliam                |

## Lecturas complementarias
- The Treason and Trial of Sir John Perrot by Roger Turvey (2005)
- The Mistresses of Henry VIII by Kelly Hart (2009)
- Sir John Perrot, Knight of Bath, 1527-1591 by G. Douglas James (1962)
- Sir John Perrot and the Irish Parliament of 1585-6 by V. Treadwell (1985)

- Datos: Q2058500